# Upnor Castle

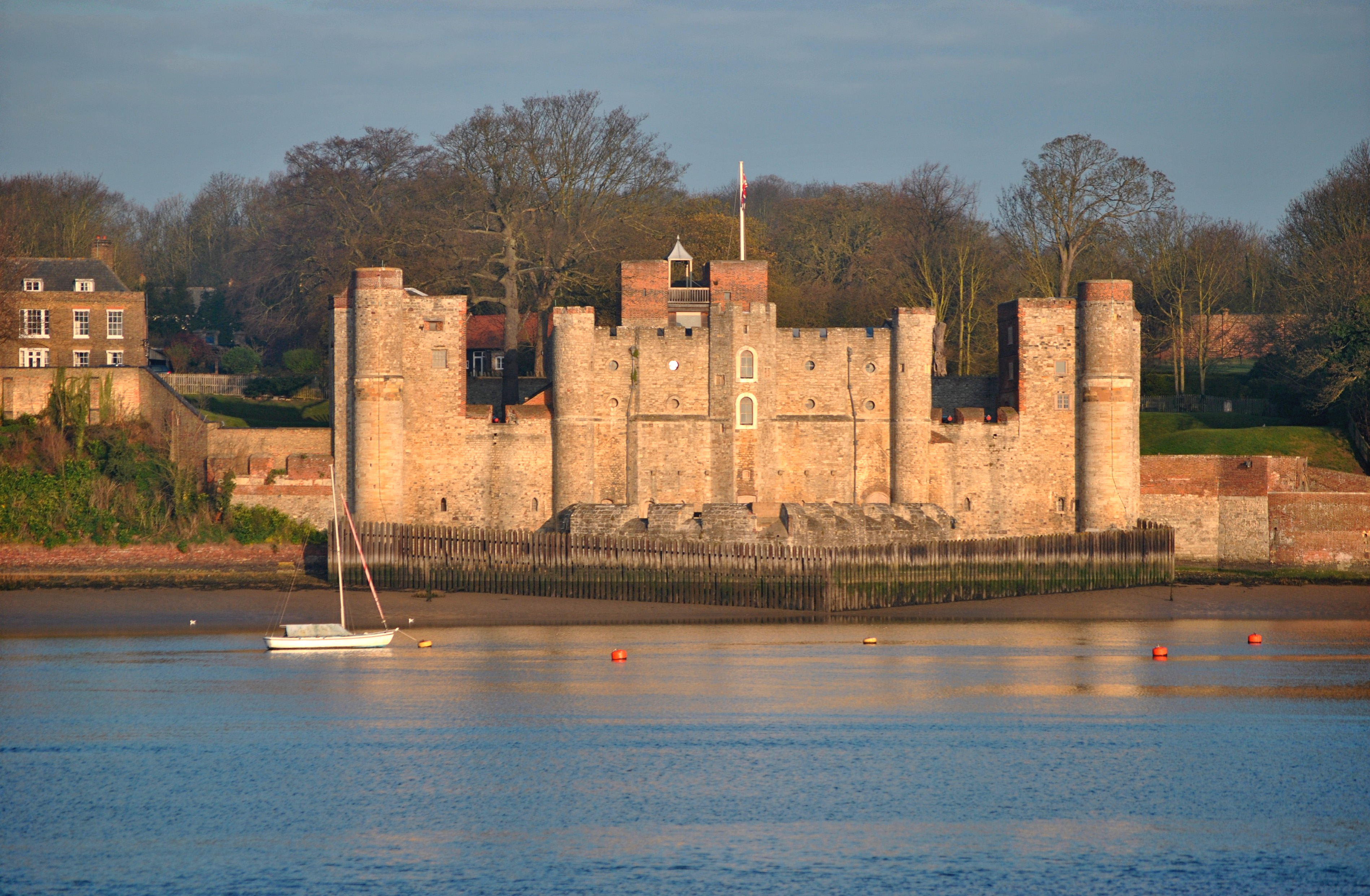
Upnor Castle am River Medway

Upnor Castle ist ein Artilleriefort im Dorf Upnor am Westufer des River Medway in der englischen Verwaltungsgrafschaft Borough of Medway. Das Fort liegt schräg gegenüber und etwas flussabwärts von Chatham Dockyard, einer einst wichtigen militärischen Einrichtung, die es zusammen mit den im River Medway vor Anker liegenden Schiffen der Royal Navy schützen sollte. Das Fort wurde auf Geheiß von Königin Elisabeth I. in den Jahren 1559–1567, einer Zeit der Spannungen zwischen England und Spanien sowie anderen europäischen Mächten, gebaut. Die Burg besteht aus einem zweistöckigen Hauptgebäude, das durch eine Kurtine und Türme geschützt wird. Eine dreieckige Geschützplattform ragt in den Fluss vor. Upnor Castle hatte eine Garnison von 80 Mann und war zu seinen besten Zeiten mit 20 Kanonen unterschiedlichen Kalibers ausgestattet.
Trotz ihrer strategischen Bedeutung wurden die Burg und die Verteidigungsanlagen an Themse und Medway River im 17. Jahrhundert stark vernachlässigt. Die holländische Republik führte im Juni 1667 einen unerwarteten Angriff von See her aus und die holländische Flotte konnte die Verteidigungslinien durchbrechen, zwei englische Kriegsschiffe erobern, weitere in Brand schießen und im Fluss bei Chatham ankern. Dies war eine der schlimmsten Niederlagen, die die Royal Navy je hinnehmen musste. Upnor Castle schlug sich dabei besser als die anderen Verteidigungseinrichtungen weiter oben am Fluss, obwohl es schlecht mit Vorräten ausgestattet war. Geschützfeuer vom Fort und den nahegelegenen Geschützplattformen zwang die holländische Flotte nach einigen Tagen zum Rückzug, bevor sie es schafften, die Werft selbst in Brand zu stecken.
Der Angriff zeigte die Schwäche der Verteidigungsanlagen am Medway River auf und führte zur Aufgabe von Upnor Castle als Artilleriefort. Neue und stärkere Forts wurden in den folgenden beiden Jahrhunderten weiter flussabwärts errichtet, z. B. die massiven Kasemattenforts Garrison Point Fort, Fort Hoo und Fort Darnet. Upnor Castle wurde zu einem Munitionsdepot der Navy, wo große Mengen Schießpulver, Munition und Kanonen zur Ausrüstung der Schiffe, die zur Reparatur oder zur Remunitionierung nach Chatham kamen, gelagert wurden. Bis 1945 blieb es in militärischer Nutzung. Anschließend wurde die Burg öffentlich zugänglich gemacht und wird heute von English Heritage verwaltet.

## Geschichte

### Strategischer Kontext

Karte der Festungen an Themse und River Medway

Der River Medway ist ein größerer Nebenfluss der Themse, der in ein Ästuar etwa 60 Kilometer östlich von London mündet. Sein Oberlauf von Rochester bis zur Mündung in die Themse bei Sheerness mäandriert etwa 16 Kilometer weit zwischen Sand- und Schlickbänken. Das Wasser fließt langsam ohne starke Strömungen und der Fluss ist frei von Felsen; die umgebenden Hügel bieten Schutz vor südwestlichen Winden. Die Charakteristiken machten den Flussabschnitt unterhalb der Brücke von Rochester zu einem bevorzugten Ankerplatz für große Schiffe, da sie dort sicher ankern und repariert werden konnten. Schwierigkeiten bei der Navigation im Fluss gewährten auch Vorteile bei der Verteidigung.
Während der Regierungszeit Heinrichs VIII. wurde der Oberlauf des River Medway nach und nach zum wichtigsten Ankerplatz für die Schiffe der Royal Navy, soweit sie nicht einsatzfähig („in ordiniary“) oder außer Dienst gestellt waren. Ihre Segel und ihre Takelage wurden in diesem Zustand abgenommen und man nahm die Gelegenheit war, sie zu reparieren oder neu auszustatten. Lagerhäuser und Serviceeinrichtungen wurden in Gillingham und Chatham, beides Städte am River Medway, errichtet. Daraus entstand später der Chatham Dockyard. Als Elisabeth I. 1588 auf den englischen Thron kam, nutzte der größte Teil der königlichen Flotte diesen Abschnitt des River Medway, Chatham and Gillingham Reaches genannt, als Ankerplatz.
Auch wenn die Themse seit der Zeit Heinrichs VIII., als dort fünf Blockhäuser als Teil der Device-Fort-Küstenverteidigungskette erbaut wurden, vor Angriffen von See her geschützt war, gab es am River Medway kein Äquivalent hierfür. Zwei mittelalterliche Burgen – Rochester Castle und Queenborough Castle – existierten auf dem Südufer des Flusses, aber beide waren dafür gedacht, Angriffe von Land her abzuwehren, und waren so für die Verteidigung gegen Kriegsschiffe kaum von Nutzen. So bestand ein dringender Bedarf an ordentlichen Verteidigungsanlagen für die verwundbaren Schiffe und Einrichtungen an den Ufern am Oberlauf des River Medway.

### Bau
Den Bau von Upnor Castle beauftragten 1559 Königin Elisabeth I. und ihr Staatsrat. Sechs „unparteiische Personen“ wählten ein Gelände gegenüber der Mündung des St Mary's Creek in Chatham, 2,4 Hektar Land, das Thomas Devinisshe aus Frindbury gehörte. Es wurde von der Krone erworben – möglicherweise enteignet – für die Summe von £ 25. Militäringenieur Sir Richard Lee erhielt die Aufgabe, die neue Festung zu entwerfen, aber es scheint, dass er damals vollauf mit Arbeiten an den Verteidigungsanlagen von Berwick-upon-Tweed beschäftigt war, und so wurde das Projekt von anderen Ingenieuren nach seinen Plänen durchgeführt. Sein Assistent Humphrey Locke übernahm die Rolle des Bauüberwachers, Vermessers und Bauschreinermeisters, während Richard Watts, der frühere Bürgermeister von Rochester und Einkäufer für die Royal Navy, das Projekt als Bauleiter betreute und sich um die Buchhaltung kümmerte.
Das ursprüngliche Erscheinungsbild der Burg unterschied sich deutlich von ihrem heutigen Aussehen. Die gepfeilte Wasserbastion zum Fluss hin und der Hauptblock dahinter waren auch damals bereits vorhanden. Es gab auch Türme auf beiden Seiten der flussseitigen Fassade, die aber später durch Türme anderer Bauart ersetzt wurden. Das Torhaus und der Burggraben sind spätere Zubauten. Eine Reihe ruinöser Gebäude auf Rochester Castle, in Aylesford und in Bopley wurden abgerissen, um Bausteine für die neue Burg zu erhalten. Die hauptsächlichen Bauarbeiten wurden bis 1564 abgeschlossen, aber es dauerte weitere drei Jahre und zusätzliche Investitionen waren nötig, um das Projekt abzuschließen. Insgesamt wurden £ 4349 verbaut.

### Verbesserungen und Reparaturen
Gegen Ende des 16. Jahrhunderts wuchsen die Spannungen zwischen dem protestantischen England und dem katholischen Spanien, die schließlich zum unerklärten englisch-spanischen Krieg von 1585 bis 1604 führten. Spanien konnte den Süden Englands aus einer starken Position in ihren Besitzungen in den spanischen Niederlanden angreifen. Neue Befestigungen wurden entlang des River Medway errichtet, z. B. eine Kette, die unterhalb von Upnor Castle quer über den Fluss gespannt wurde. Die Burg selbst war nur spärlich bemannt, bis der Lord High Admiral Charles Howard, 1. Earl of Nottingham, dies aufzeigte und forderte, dass die Garnison verstärkt werde. 1596 wurde die Burg mit einer Garnison von 80 Mann belegt, die einen Tagessold von je 8 pc. (heute etwa £ 6) erhielten.
Fortwährende Ängste vor einem spanischen Überfall führten dazu, dass die Befestigungen der Burg in den Jahren 1599–1601 nach den Vorschlägen von Sir John Leveson verstärkt wurden. Eine gepfeilte Holzpalisade wurde vor der Wasserbastion errichtet, um jede Art beabsichtigter Landung dort zu verhindern. Um die Burg wurde auf der Landseite ein 5,5 Meter tiefer und 9,8 Meter breiter Graben angelegt. Flankierungstürme wurden zum Schutz der Bastion an der Stelle des heutigen Nord- und Südturmes erbaut. Die Bastion selbst wurde erhöht und eine hohe Brüstung an ihrer Oberkante angebracht. Ein Torhaus und eine Zugbrücke wurden zum Schutz der Landseite der Burg errichtet.
Ein Bericht von 1603 zeigte auf, dass Upnor Castle mit 20 Kanonen unterschiedlichen Kalibers ausgestattet war und zusätzlich 11 Kanonen auf zwei Schanzen oder Außenwerke, Bay Sconce und Warham Sconce, verteilt waren. Die Geschütze der Burg bestanden aus einer kleinen Kanone, 7 Feldschlangen, 5 kleinen Feldschlangen, einem Minion, einem Falconet, einem Saker und 4 Veuglaires mit je zwei Kammern. Die Bay Sconce war mit 4 kleinen Feldschlangen bestückt, während auf der Warham Sconce 2 Feldschlangen und 5 kleine Feldschlangen stationiert waren. Zwanzig Jahre später berichtete man von 18 Geschützen auf der Burg. Die Bewaffnung der Garnison bestand aus 34 Langbögen, ein Zeichen dafür, dass Bogenschießen auch Anfang des 17. Jahrhunderts immer noch militärischen Wert besaß. Damals aber befand sich die Burg schon in Verfall. Die Zugbrücke und ihr Hebemechanismus waren kaputt, die Geschützplattformen hatten dringend Reparaturen nötig und die Mauer des Burghofes war eingestürzt. Man musste eine neue Kurtine errichten, um die Landseite der Burg zu schützen. Man berichtete, dass die Fundamente der Warham Sconce von der Flut weggespült worden waren, und es scheint, dass man beide Schanzen verfallen ließ.
Als der englische Bürgerkrieg 1642 ausbrach, fiel Upnor Castle kampflos in die Hände der Parlamentaristen und wurde später zur Internierung royalistischer Offiziere genutzt. 1648 fand in Kent und Essex ein royalistischer Aufstand statt, in dessen Verlauf die Royalisten etliche Städte, darunter auch Gravesend, Rochester, Dover und Maidstone, einnahmen. Die Royalisten wurden am 1. Juni in der Schlacht von Maidstone geschlagen und so fiel Upnor Castle zurück an die Parlamentaristen. Der parlamentaristische Oberbefehlshaber Sir Thomas Fairfax inspizierte die Burg und ordnete weitere Reparaturen und Verstärkung der Geschützplattformen an. Es scheint, dass diesmal das Torhaus ebenfalls vergrößert wurde, und der heutige Nord- und Südturm wurden errichtet. Es scheint, dass man diese auf der Rückseite (zum Land hin) offen ließ, aber dies wurde 1653 im Zuge weiterer Reparaturen korrigiert, sodass sie als Unterkünfte für die Truppen dienen konnten.

### Überfall im Medway

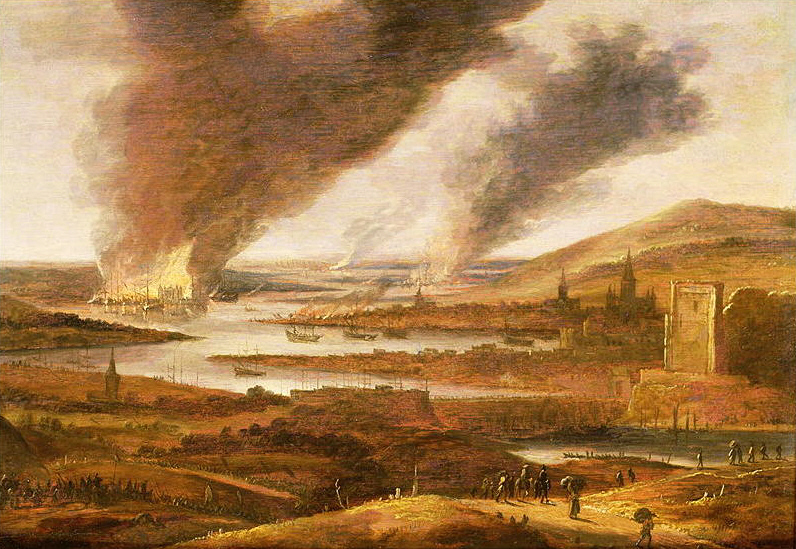
Ein Gemälde des Überfalls von Willem Schellincks. Der Blick geht nach Norden. Auf der linken Seite sieht man Upnor Castle als Silhouette gegen die Flammen, auf der gegenüberliegenden Flussseite die brennende Werft von Chatham. Nördlich davon ist die Feuersbrunst in der Nähe der Kette gezeigt und am Horizont die noch rauchenden Ruinen von Sheerness Fort.

Die Burg war nur einmal in ihrer Geschichte im Einsatz, und zwar während des holländischen Überfalls im Medway im Juni 1667, einem Teil des zweiten englisch-niederländischen Krieges. Die Holländer beschossen die Stadt Sheerness, nahmen sie ein, segelten die Themse hinauf nach Gravesend und dann den River Medway hinauf nach Chatham. Sie überwanden die Kette, die den Fluss blockieren sollte, segelten an der Burg vorbei, machten die Schiffe Royal Charles und Unity los und legten an weiteren Schiffen vor Anker Feuer. Die Holländer ankerten am 12. Juni über Nacht im River Medway, während der Duke of Albemarle die Verteidigungswerke mit Beschlag belegte und den eiligen Bau von acht Geschützplattformen in der Nähe von Upnor Castle anordnete, wofür Geschütze aus Chatham übernommen wurden. Die Kanonen der Burg, die Musketen der Garnison und die neuen Batterien wurden sämtlich zum Beschuss der holländischen Schiffe eingesetzt, als sie erneut versuchten, an Upnor Castle vorbei nach Chatham zu segeln. Die Holländer konnten einige weitere Schiffe vor Anker in Brand stecken, aber nicht weiter vordringen und mussten sich schließlich zurückziehen. Das Ergebnis des Überfalls wurde als „die schlimmste Niederlage auf See, die England jemals erlitt“, beschrieben.
Die Burg hatte sich in den Augen zeitgenössischer Beobachter bewährt, obwohl sie den Überfall nicht verhindern konnte, und die Hingabe ihrer Garnison wurde gerühmt. Die regierungsfreundliche London Gazette berichtete, dass „sie [die Holländer] so gut von Major Scot, der dort [auf Upnor Castle] die Befehlsgewalt hatte, 'unterhalten' wurden, und auf der anderen Seite auch durch Sir Edward Spragg von der Batterie am Ufer, dass sie nach dem großen Schaden, den sie durch die Zerschlagung ihrer Schiffe, die Versenkung von etlichen ihrer Langboote, die von ihnen bemannt waren, der großen Zahl von Toten und einigen Gefangennahmen sich schließlich zurückziehen mussten.“ Der Militärhistoriker Norman Longmate beobachtete herb: „In der Präsentation schlimmer Tatsachen in rosigstem Licht waren König Karls II. Minister unerreicht.“ Samuel Pepys, Sekretär des Navy Board, kam der Wahrheit näher, als er in seinem Tagebuch notierte, dass die Garnison der Burg schlecht versorgt war: „Ich sehe nicht, dass Upnor Castle von ihnen irgendwie beschädigt worden wäre, obwohl sie es lange bekämpften; und sie selbst schossen, bis sie kaum noch ein Geschütz auf den Lafetten hatten, so schlecht waren sie ausgestattet“.

### Nutzung als Magazin und Marineeinrichtung

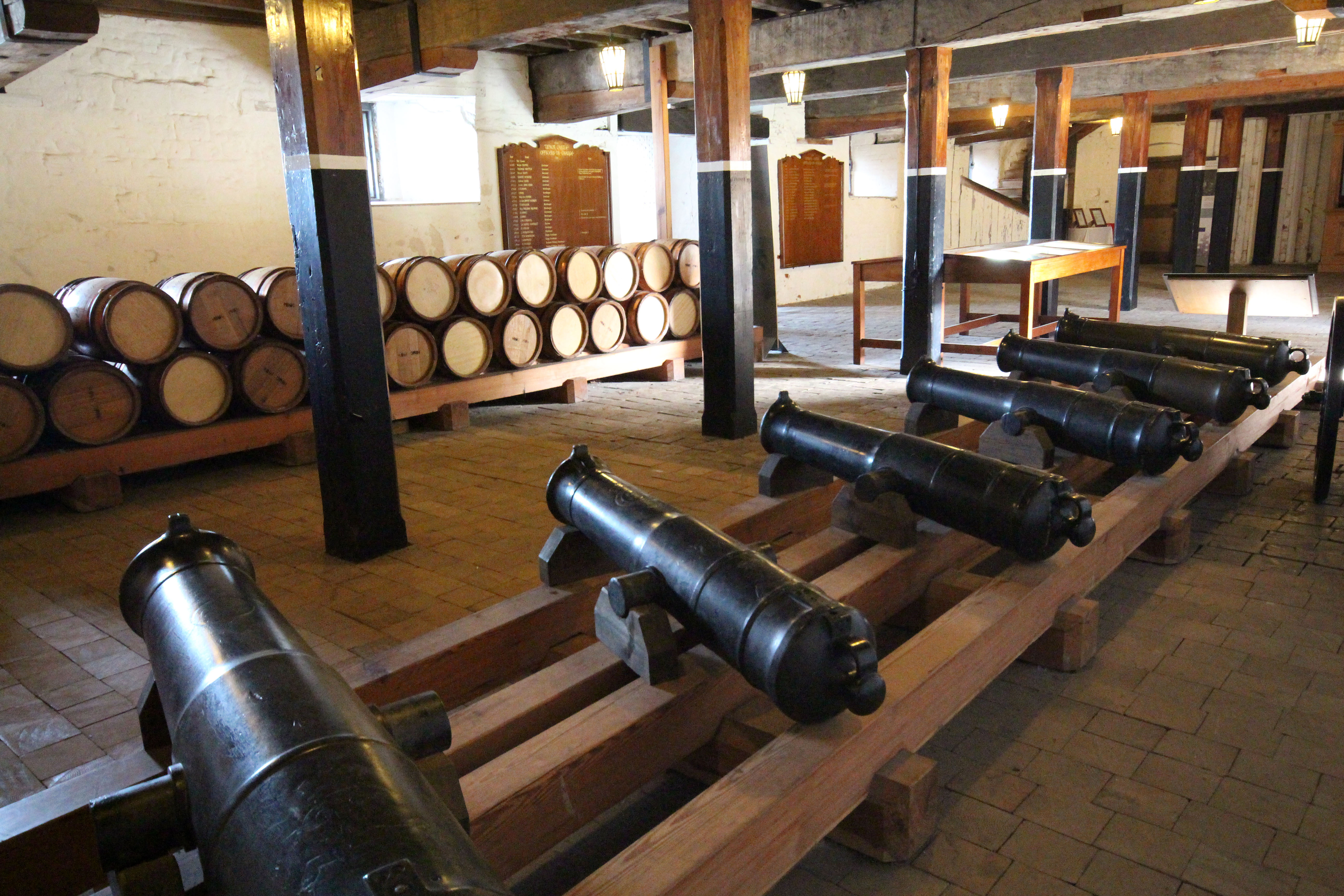
Ausstellung von Pulverfässern und Kanonen im Magazinblock

Upnor Castle wurde vorher vernachlässigt, aber der holländische Angriff veranlasste die Regierung dazu, anzuordnen, dass es „als Fort und Ort der Stärke“ unterhalten würde. Schließlich markierte der Angriff das Ende der Karriere der Burg als Festung. Neue und stärkere Forts wurden weiter unten am Medway River und auf der Isle of Grain mit dem Ziel gebaut, Feinde davon abzuhalten, Chatham zu erreichen; so wurde die Burg überflüssig. Sie wurde 1668 in einen „Ort für Lagerhäuser und Pulvermagazine“ umgewandelt und diente dem neuen Zweck, Kriegsschiffe, die im Medway River und im Swale ankerten, mit Munition zu versorgen. Kanonen, Lafetten und Schießpulver wurden in großen Mengen im Hauptgebäude der Burg gelagert; es musste aufgestockt und seine Böden verstärkt werden, um das zusätzliche Gewicht zu tragen. 1691 war Upnor Castle das führende Magazin mit 164 gusseisernen Kanonen, 62 Festlafetten, 100 Schiffslafetten, 7125 Stück Kanonenkugeln, über 200 Musketen unterschiedlicher Typen, 77 Spießen und 5206 Fässern Schießpulver. Dies war bedeutend mehr, als im nächstkleineren Magazin, dem Tower of London, lagerte.

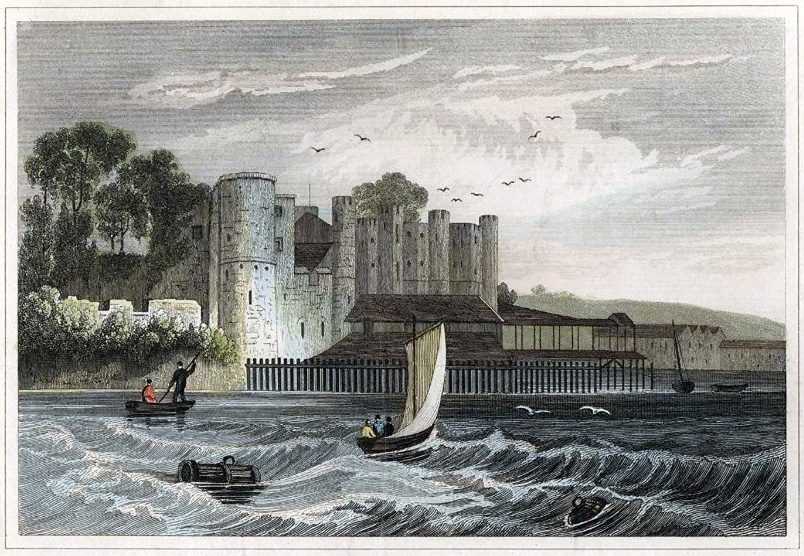
Blick auf Upnor Castle vom Medway River aus (1845)

1811 wurde ein neuer Magazinblock etwas weiter flussabwärts von der Burg aus errichtet und nahm somit Druck von der Burg. Erst ab 1827 wurde Upnor Castle nicht mehr als Lagermagazin genutzt und in ein Munitionslabor umgewandelt, insbesondere zum Füllen von Granaten mit Schießpulver. Es wurde mehr Lagerplatz benötigt und so wurden sechs Hulks am Ufer vor Anker gelegt und als schwimmende Magazine genutzt. Sie blieben auch dort, nachdem 1857 ein weiteres Magazin am Ufer gebaut worden war. Diese Lagerprobleme wurden erst gelöst, als weitere fünf große Magazine, bewacht von Kasernen, weiter landeinwärts bei ‚‘Chattenden‘‘ gebaut wurden; sie wurden mit Upnor Castle durch eine Schmalspureisenbahn mit 7600 mm Spurweite, geeignet für Betrieb mit Dampflokomotiven, verbunden. 1891 wurde die Burg und ihr angeschlossenes Depot und die volle Kontrolle der Admiralität gestellt, wodurch das Arrangement endete, dass das Kriegsministerium die Anlage betrieb und die Admiralität für die Kosten aufkam.
Nach dem Ersten Weltkrieg wurde sie ein Royal Naval Armament Depot (RNAD), eines einer Reihe solcher Einrichtungen im ganzen Land. Burg und Magazin dienten einige Zeit als Versuchsanlage zum Ausprobieren von Schusswaffen und Granaten.
Seit den 1920er-Jahren verblieb die Burg im Eigentum des Militärs, wurde aber immer mehr zum Museum. Im Zweiten Weltkrieg war die Burg noch als Teil der Magazineinrichtungen im Dienst und wurde 1941 von zwei feindlichen Bomben beschädigt. Die Bombardierung ließ im Südturm und im Torhaus Putz abplatzen, unter dem man alte Graffiti entdeckte, z. B. die Zeichnung eines Schiffes aus der Zeit um 1700.

### Heute
1945, nach Kriegsende, erteilte die Admiralität die Genehmigung, Upnor Castle als öffentlich zugängliches Departementmuseum zu nutzen. Es wurde anschließend renoviert. Seit Januar 1960 gilt die Burg als Scheduled Monument und wird heute von English Heritage verwaltet. Sie gehört weiterhin zum Crown Estate.

## Beschreibung

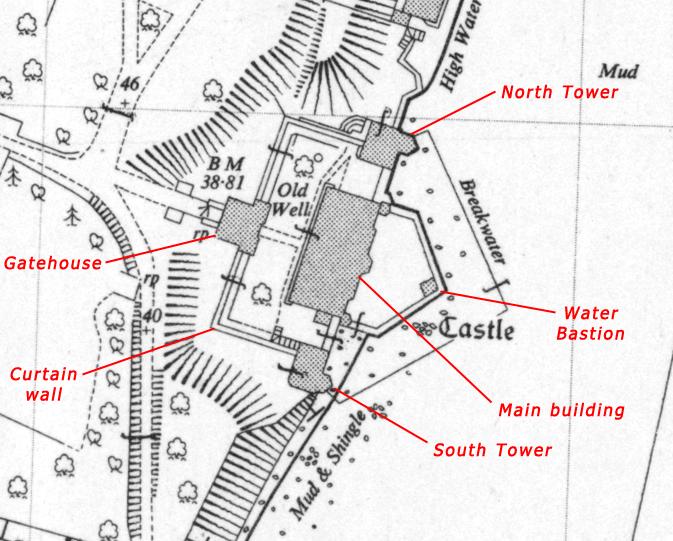
Grundriss von Upnor Castle

Die Gebäude von Upnor Castle wurden aus Blocks einer Kombination von Kentish Ragstone und Werkstein, ergänzt durch rote Ziegel und Holz, errichtet. Das Hauptgebäude ist ein rechteckiger Block mit zwei Stockwerken mit einer Grundfläche von 41 Meter × 21 Meter, ausgerichtet in Nordost-Südwest-Richtung, am Westufer des Medway River. Er wurde später Magazin genannt und seit seiner Errichtung mehrmals umgebaut. Er enthielt vermutlich begrenzte Unterkünfte für Soldaten, möglicherweise in einem kleinen Obergeschoss hinter den Geschützplattformen auf dem Dach. Beim Umbau des Gebäudes 1668 in ein Magazin wurden viele Änderungen vorgenommen, die das ursprüngliche Baukonzept verdeckten. Das Obergeschoss scheint auf die gesamte Gebäudelänge erweitert worden zu sein, wo früher die Geschützplattformen auf dem Dach lagen. Dies schaffte mehr Lagerraum im Inneren. Das Erdgeschoss wurde in drei einzelne Räume aufgeteilt und mit einem Boden aus Holzblöcken und kupferbeschlagenen Türen versehen, um die Gefahr von Funkenflug zu verringern. Weitere Lagerräume wurden im Obergeschoss untergebracht; eine Winde ermöglichte das Heraufziehen von Material auf der Wasserseite.
Eine Wendeltreppe im Inneren des Gebäudes vermittelt den Zugang zur Hauptgeschützplattform der Burg oder Wasserbastion, einer niedrigen, dreieckigen Konstruktion, die in den Fluss hinausragt. Die Hauptbewaffnung der Burg war hier im Freien montiert; dies wird heute durch die sechs Kanonen aus der Mitte des 19. Jahrhunderts gezeigt, die immer noch auf ihren originalen Lafetten sitzen. Es gibt neun Schießscharten in der Bastion, sechs zeigen flussabwärts und drei flussaufwärts. Eine gerundete Brüstung soll Treffer ablenken. Die Wasserbastion war zusätzlich durch eine hölzerne Palisade geschützt, die dem dreieckigen Grundriss einige Meter in den Fluss hinaus folgt. Die heutige Palisade ist eine moderne Version der ursprünglichen Einrichtung.
Ein Türmepaar steht am Flussufer etwas entfernt und beidseitig des Hauptgebäudes. Es waren ursprünglich zweistöckige, hinten offene Türme mit Geschützplattformen im Erdgeschoss, von wo aus man Flankenfeuer entlang der Linie des Burggrabens am Umfang der Burg geben konnte. Sie wurden später in Unterkünfte für die Soldaten umgebaut, wobei ihre Rückseiten mit Ziegeln geschlossen und die Türme um ein Stockwerk erhöht wurden. Spuren der Schießscharten kann man heute noch dort sehen, wo früher die Dachlinie lag. Der Südturm soll für den Gouverneur der Burg reserviert gewesen sein, auch wenn der geringe Luxus dort dazu führte, dass spätere Gouverneure dort nicht mehr wohnten. Die beiden Türme sind mit dem Hauptgebäude durch eine zinnenbewehrte Kurtine verbunden, wo hinter zwei Schießscharten auf der nördlichen Kurtine und einer auf der südlichen Kurtine weitere Geschütze platziert waren.
Die wichtigsten Gebäude der Burg sind auf der Ostseite eines rechteckigen Burghofes angeordnet, in dem zwei große Zerreichen stehen. Sie sollen aus Eicheln, die man von der Krim nach dem Krimkrieg mitbrachte, gezogen worden sein. Eine steinerne Kurtine mit Ziegelaufsatz umschließt den Burghof. Sie ist etwa 1 Meter dick und 4 Meter hoch. In den Burghof kommt man von Nordwesten durch ein vierstöckiges Torhaus mit Schießscharten für die zusätzliche Verteidigung. Es wurde in den 1650er-Jahren von Grund auf neu gebaut, nachdem es 1653 durch einen Brand stark beschädigt worden war. Spuren dieses Brandes kann man heute noch in Form geschwärzter Steine in den Wänden des Erdgeschosses sehen. Ein Tordurchgang in der Mitte mit einem Rundbogen führt in die Passage zum Burghof. Über dem Durchgang befindet sich eine Uhr aus dem späten 18. Jahrhundert, die in die ursprüngliche Struktur eingesetzt wurde. Ein hölzerner Glockenstuhl wurde Anfang des 19. Jahrhunderts hinzugefügt und ein moderner Fahnenmast steht auf der Spitze des Gebäudes.
Die Kurtine ist von einem trockenen Graben umgeben, der ursprünglich fast 10 Meter breit und 5,5 Meter tief war, bis heute aber teilweise verfüllt wurde. Besucher der Burg überquerten früher die Zugbrücke zum Torhaus, die es heute aber nicht mehr gibt. Ein Nebeneingang zur Burg ist ein Ausfalltor in der Nordmauer. Auf der Innenseite der Kurtine kann man Ziegelfundamente von Gebäuden sehen. Diese Gebäude lehnten sich ursprünglich an die Kurtine an; sie wurden im 17. Jahrhundert als Lagerräume für die Versorgung der Garnison erbaut.

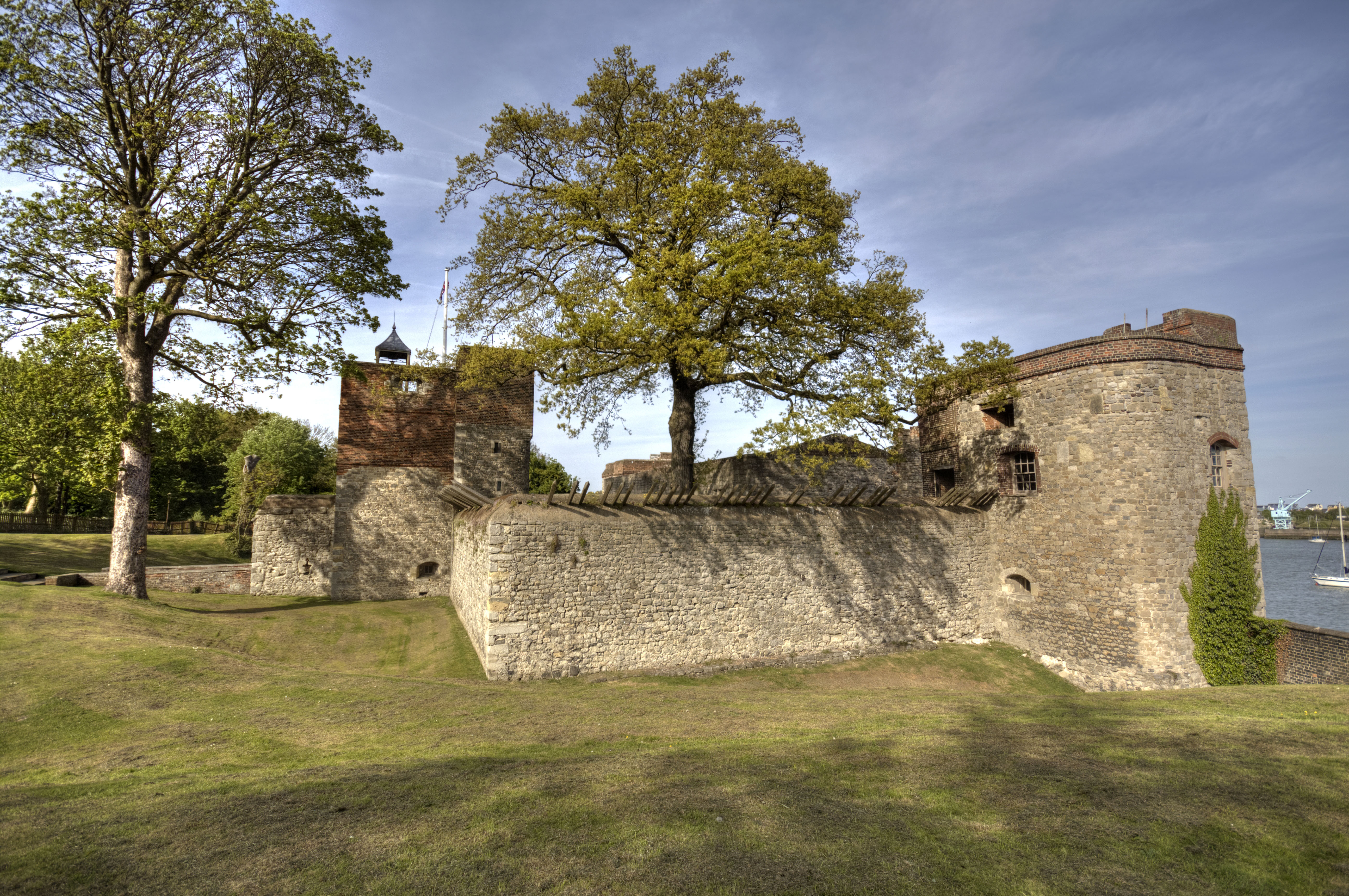
Südseite der Kurtine
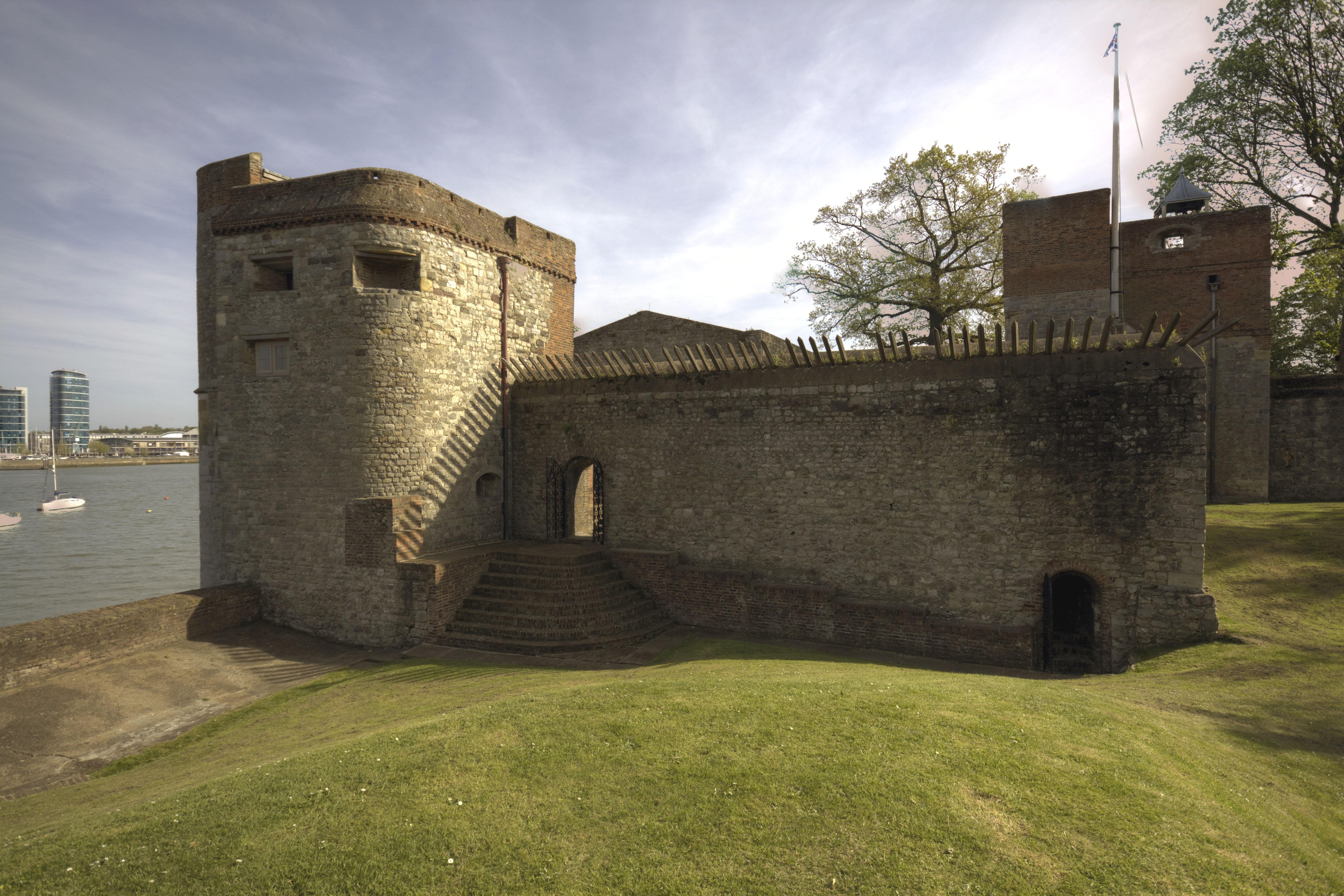
Nordseite der Kurtine
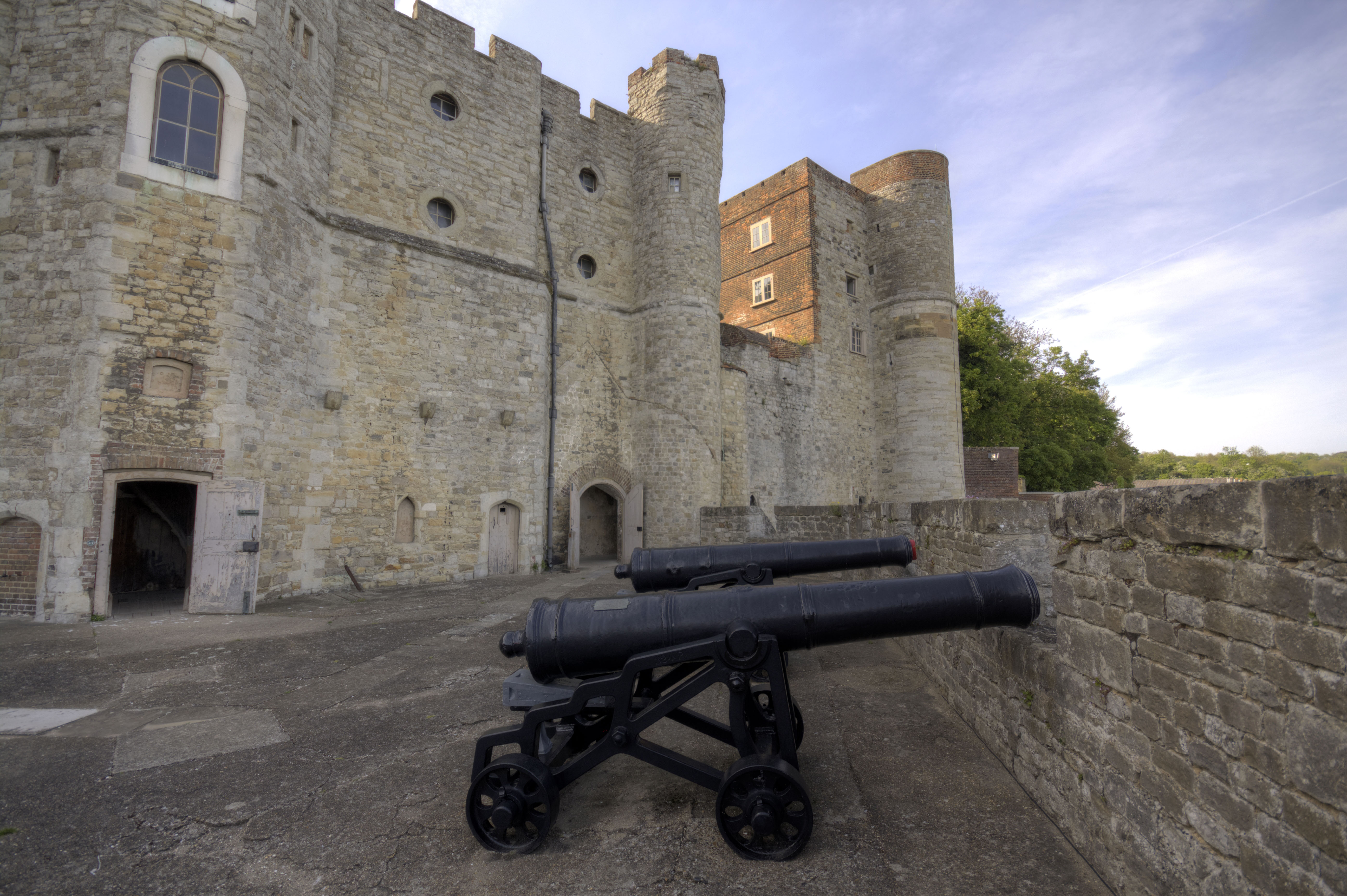
Wasserbastion mit Hauptgebäude und Nordturm
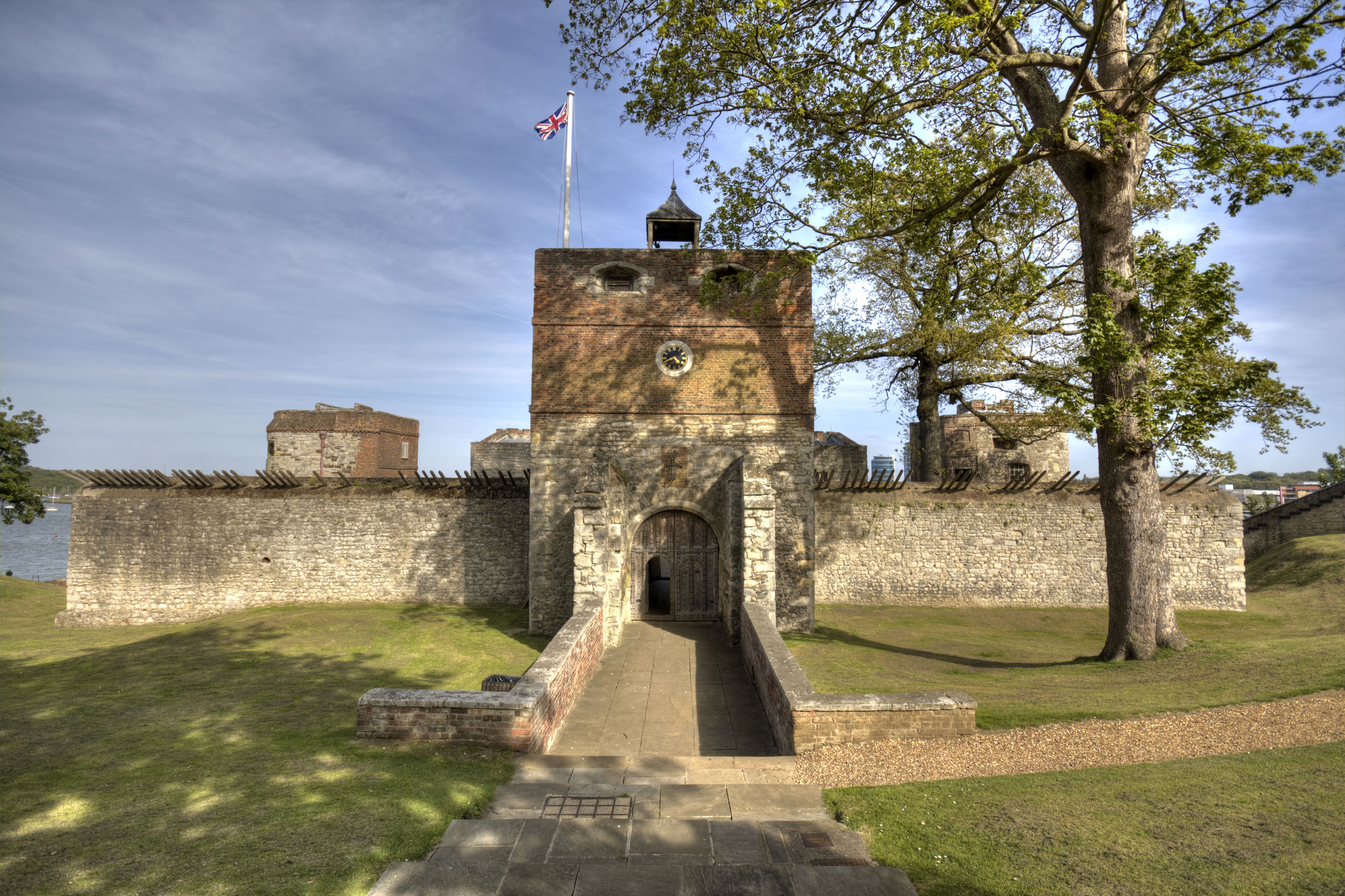
Westseite der Burg mit Torhaus
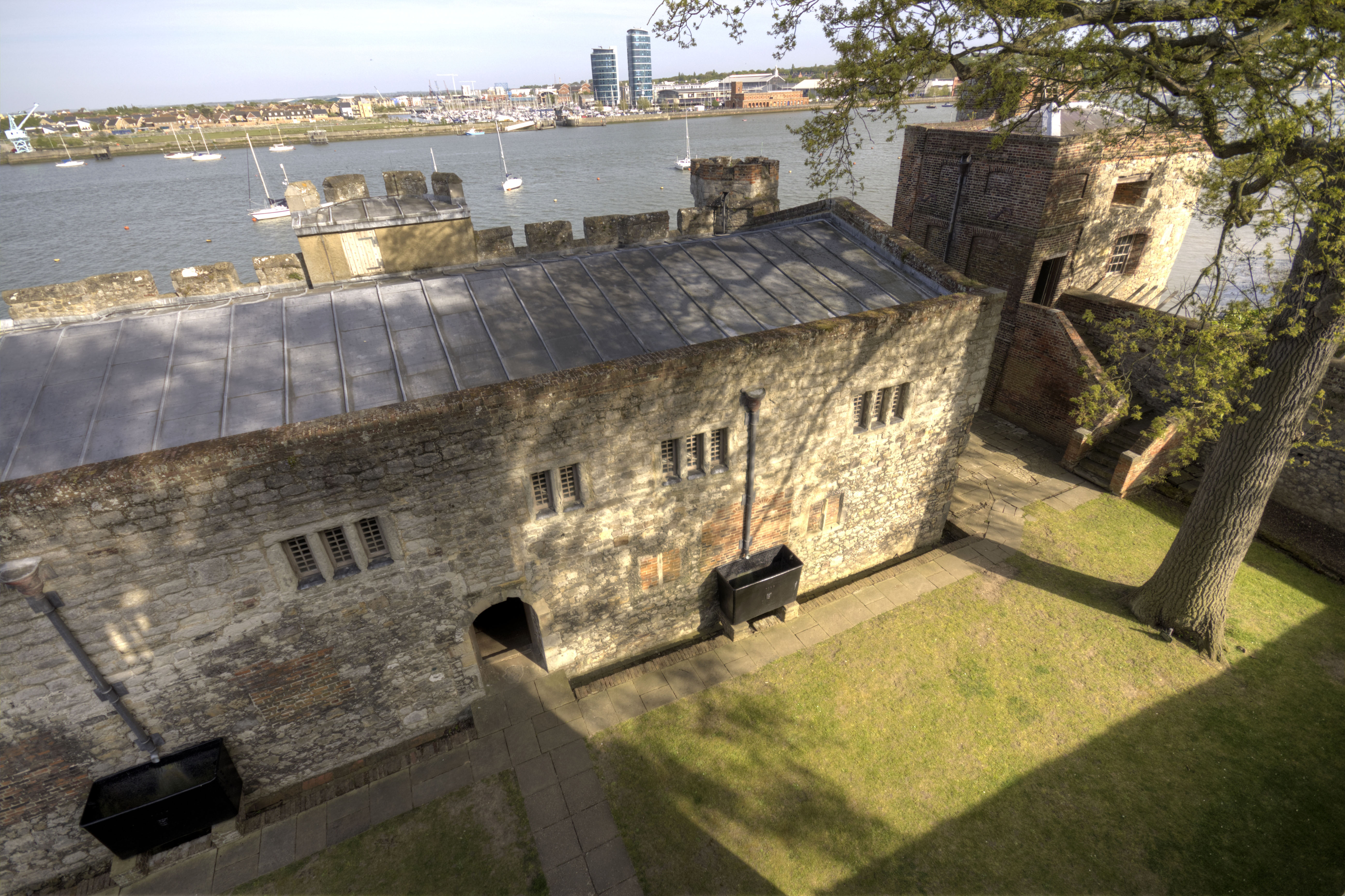
Magazin, Südturm und innerer Burghof vom Torhaus aus

### Weitere zugehörige Gebäude
Westlich der Burg wurde Mitte des 17. Jahrhunderts Upnor Castle House als Wohnung für den Lagerhalter, den Offizier, der für das Magazin verantwortlich war, gebaut. Das im 18. Jahrhundert erweiterte Haus ist heute ein Privathaus.

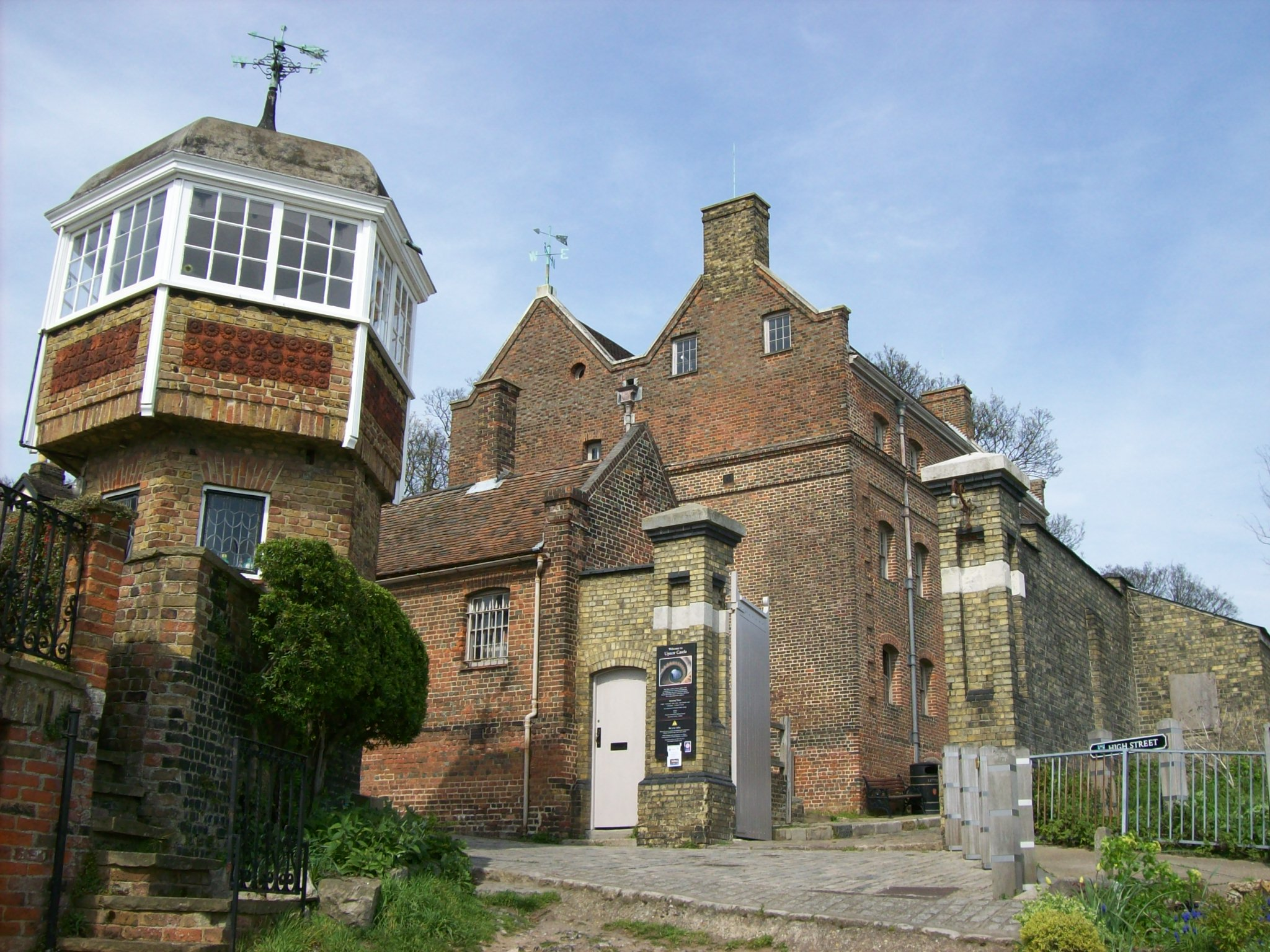
Die Kasernen innerhalb der Umfassungsmauer

Südwestlich der Burg, unweit von dieser, befindet sich ein Kasernenblock und zugehörige Lagergebäude, die bald nach 1718 gebaut wurden. Der Block, der die ursprünglichen Kasernengebäude in der Burg ersetzte, als die Burg in ein Magazin umgewandelt wurde, änderte sein Aussehen in den letzten 300 Jahren nur wenig. Es ist ein seltenes, bis heute erhaltenes Beispiel für ein derartiges Gebäude aus dem 18. Jahrhundert, eine der ersten richtigen Kasernen, die in England gebaut wurden.
Lagergebäude, die früher in Verbindung mit der Burg standen, sind bis heute im Gebiet unmittelbar nordöstlich der Burg erhalten. Das älteste von ihnen ist ein Pulvermagazin von 1857. Es ähnelt in der Bauart dem Magazin von 1810, das früher an seiner Südseite angebaut, aber in den 1960er-Jahren abgerissen wurde. In diesen beiden Gebäuden konnten zusammen 33.000 Pulverfässer gelagert werden. Zwischen den Magazinen und der Burg wurde 1811 ein Shifting House (zur Untersuchung des Pulvers) gebaut. Sowohl dieses als auch das angrenzende Granatenlager von 1857 wurden 1964 abgerissen. Sie waren auf früheren Geschützplattformen gebaut worden, von denen man heute noch Erdwerke in Form eines breiten Walls, der von der Burg Richtung Nordosten auf das Depot verläuft, sehen kann. Weitere vier Granatenlager wurden zusammen mit weiteren Munitionslagern weiter nördlich errichtet; von diesen sind heute noch einige erhalten. Diese Lageranlage wurde vom Verteidigungsministerium noch bis 2014 genutzt und danach das Gelände als Baugrund freigegeben. Die noch erhaltenen Militärgebäude wurden dabei in Gewerbehallen umgewandelt.